# WDAY
WDAY ("Newstalk Radio 970") ist ein US-amerikanischer Radiosender aus Fargo, North Dakota. Mit 10 kW sendet die Station auf Mittelwelle 970 kHz. Sie gehört Forum Communications.
Das Programm besteht aus einer Mischung von eigenproduzierten Sendungen mit lokalem Bezug und Übernahmen von ABC Radio, wie der Dave Ramsey Show.

## Geschichte
WDAY ging 1922 auf Sendung und war Fargos erste Radiostation. Auch die Fernsehstation WDAY-TV war der erste Fernsehsender in der Region und ging 1953 auf Sendung. Bei Gründung gehörte WDAY-TV zum NBC-Netzwerk und wechselte 1983 zu ABC.

## Senderverbund
Neben der Mittelwellenstation WDAY-AM und der Fernsehstation WDAY-TV betreibt die Forum Communications-Gruppe auch die Satelliten-Radiostation WDAZ. Sie versorgt 17 Länder und wird in das kanadische Kabelnetz eingespeist. EDAY-TV ist der CW-Partner für die Region und wird in die Kabelsysteme rund um Fargo eingespeist. WDAY und WDAZ haben jeweils ein eigenes Redaktionsteam.